# Östafrikanska universitetet
Östafrikanska universitetet (University of East Africa) skapades som ett federalt universitet den 28 juni 1963. Detta genom ett samarbete mellan de tre universiteten:
- Makerereuniversitetet (Kampala, Uganda)
- Dar es-Salaams universitet (Dar es-Salaam, Tanzania)
- Nairobis universitet (Nairobi, Kenya)

Samarbetet inkluderade även Storbritannien som såg det som en länk för att behålla viss kontroll och lojalitet efter avkoloniseringen. Projektet raserades i slutet på 1960-talet.